# Lac Tritriva
Le lac Tritriva est un lac de Madagascar situé à quelques kilomètres d'Antsirabe, près de la commune de Belazao. D'origine volcanique, il occupe le sommet du mont Tritriva avec une profondeur de 160 mètres. Ses eaux d'un vert opaque dégagent une impression étrange.

## Les légendes du lac
Selon la légende, un couple d'amoureux, Rabeniomby et Ravolahanta, s'y suicida en se noyant après une partie de fanorona. La jeune fille, Ravolahanta, étant issue de la famille royale, et le jeune homme, Rabeniomby, d'une famille modeste, leurs parents n'acceptèrent pas cette union qui devînt alors impossible. Jurant que « la mort seule pourrait les séparer » (Faty no isarahana) ils s'enveloppèrent ensemble dans un tissu de soie avant de se jeter dans le lac, afin d'échapper définitivement aux persécutions dont ils furent victimes de la part de leurs familles et villages respectifs. On peut observer, sortant de la roche, deux arbres entrelacées, censés représenter leur amour sacrifié et on prétend qu'ils saigneraient s'il venait à être coupés,.
La forme du lac représente vaguement les contours de l'île de Madagascar. On raconte que lorsqu'un évènement majeur va se passer dans le pays, le lac devient rouge. La couleur des eaux du lac se teinterai également de rouge à chaque décès d'un jeune homme dans le village d'origine de Rabeniomby, tandis que seule la moitié du lac prendrait cette couleur rougeâtre à chaque fois qu’une jeune fille meurt dans le village d’origine de Ravolahanta,. 
Étant donné que ce lac est baptisé « lac sacré et mystérieux », il est strictement interdit d'y nager après avoir mangé du porc. On raconte ainsi qu’un Chinois essaya de défier ce tabou (fady) et nagea dans le lac avant de s'y noyer. Son corps demeure toujours introuvable. 
Selon la légende de Lanja, une fois mouillé, il serait fatal voire mortel de se sécher le ventre vide, avec une serviette de la même couleur que l'eau du lac.